# Opowieść wigilijna (film 1999)
Opowieść wigilijna (tytuł oryg. A Christmas Carol) – filmowa adaptacja powieści Karola Dickensa pod tym samym tytułem: Opowieść wigilijna. Film telewizyjny wyprodukowany w 1999 roku przez Patricka Stewarta, grającego równocześnie główną rolę męską Ebenezera Scrooge’a, a wyreżyserowany przez Davida Hugh Jonesa. W roku 2000 film był nominowany do nagrody Emmy w kategorii najlepszych zdjęć.

## Twórcy filmu
- Reżyseria: David Hugh Jones
- Muzyka: Stepfen Warbeck
- Scenariusz: Peter Barnes, na podstawie powieści Karola Dickensa
- Zdjęcia: Ian Wilson

## Obsada
- Patrick Stewart – Ebenezer Scrooge
- Richard E. Grant – Bob Cratchit (pracownik, sekretarz Scrooge’a)
- Joel Grey – duch minionych świąt Bożego Narodzenia
- Ian McNeice – Albert Fezziwig
- Saskia Reeves – pani Cratchit
- Desmond Barrit – duch teraźniejszych świąt Bożego Narodzenia
- Bernard Lloyd – duch Jakuba Marleya (dawnego wspólnika Scrooge’a)
- Dominic West – Fred (siostrzeniec Scrooge’a)
- Kenny Doughty – młody Scrooge
- Tim Potter – duch przyszłych świąt Bożego Narodzenia